# 판처예거

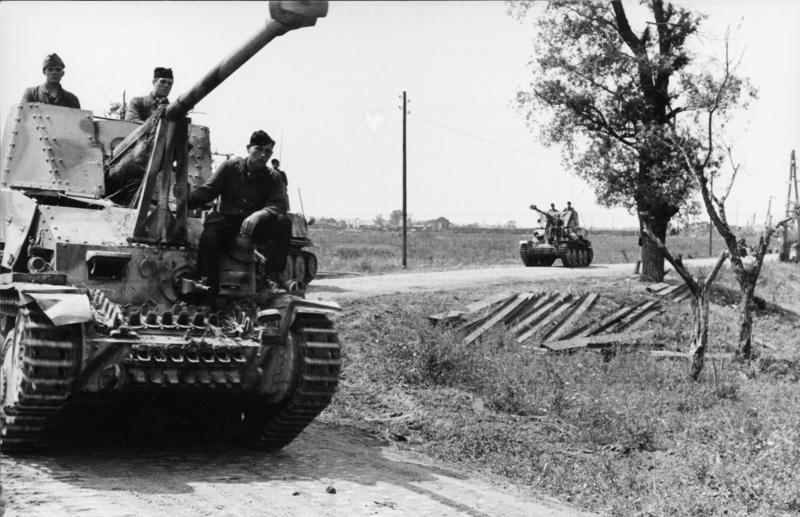
치타델 작전 당시의 마르더 3의 모습.

판처예거(독일어: Panzerjäger)는 제2차 세계 대전 당시 나치 독일의 독일 국방군이 사용했던 군종이다. 1940년부터 판처예거 I이 실전배치된 이후 다양한 판처예거가 개발되어 실전배치되었다. 제2차 세계 대전 후기에 양산된 야크트판처 계열도 판처예거에 속하며, 1965년 개발된 카노넨야크트판처도 판처예거의 분류에 들어가기도 한다.

## 이름
독일어로 "panzer"(발음:pántsǝr)는 갑옷, 갑주, 그리고 이에 입각해 "전차", "장갑차", "장갑함"을 가리키며, "jäger"(발음: jέ:ɡǝr)는 쫓는 사람, "사냥꾼", "저격병", "전투기"를 가리킨다. 두 단어를 합친 Panzerjäger는 "전차 사냥꾼" 또는 "전차 저격병"의 의미를 가지며, 이 의미는 영어로 구축전차를 의미하는 "tank destroyer"와 유사한 뜻을 가지고 있다.

## 기원
제1차 세계 대전 초기의 거점 공격과 상대편 전선을 돌파할 수 없는 것은 육지 전쟁을 위한 전함을 제작하자는 아이디어와 장갑차의 개발로 이어졌다. 이 차량들은 대포와 기관총을 전방에 배치하였고, 적의 참호 체계를 무너뜨리기 위한 목적으로 제작되었다.  제1차 세계 대전 당시 캉브레 전투에서 해당 기갑차량이 처음으로 대규모로 배치된 이후, 사람들은 현재 전차라고 불리는 그러한 차량들을 어떻게 멈출 수 있는 지에 대해 생각하기 시작했다. 야포가 최전방에 배치되었고 대형 탄약이 장착된 대전차소총이 개발되어 배치되었다. 독일 제국에서는 7.7cm 야전포 96n을 사용하여 이동식 대전차 방어를 구축하려는 첫 번째 시도가 있었다. 그리고 벨기에의 57mm 장갑형 대포는 4톤 트럭에 장착되었다. 그러나 이 차량들은 적에게 표적으로 발각되어 바로 파괴될 위험이 있었다.
1918년 제1차 세계 대전 이후 베르사유 조약에 따라 독일의 재무장이 금지되었지만 독일은 지속적으로 소련 등 국제연맹 비회원국과 비밀리에 협력하기도 하고 다양한 국내 민간단체를 활용하여 군비를 확장시켰다. 1933년 나치가 독일에 집권하기 시작한 이래 독일의 재무장은 더욱 가속화되었고, 이에 따라 기계화차량과 기갑차량의 개발도 더욱 빨라졌다.

## 주요 차량
판처예거 계열
- 판처예거 I
- 마르더 1
- 마르더 2
- 마르더 3
- 10.5 cm K 장갑자주포
- 슈투어 에밀
- 나스호른
- 엘레판트

야크트판처 계열
- 헤처
- 야크트판터
- 야크트판터 4호
- 야크트티거

## 같이 보기
- 구축전차

## 참고

### 내용주
1. ↑  역사상 처음으로 전차가 투입된 전투는 1916년 솜 전투였지만, 역사상 최초의 전차전은 캉브레 전투였다.[3]

### 참고문헌
- 《World War Two Armoured Fighting Vehicles & Self-Propelled Artillery》 1판. 런던. 1996. 208쪽. ISBN 1-85532-582-9.
- 《Panzer Tracts No. 7-1 – Panzerjaeger – (3.7cm Tak to Pz.Sfl.Ic) 1927 to 1941》. Boyds, MD: Panzer Tracts Eigenverlag. 2008. 72쪽. ISBN 0-9815382-3-1.
- 《Panzer Tracts No. 7-2 – Panzerjaeger – (7.62cm FK (r) auf gep.Sfl. to Marder 38T)》. Darlington, MD: Panzer Tracts Eigenverlag. 2004. 72쪽. ISBN 0-9744862-3-X.
- 《Panzer Tracts No. 7-3 – Panzerjaeger – (7.5cm Pak 40/4 to 8.8cm Waffentraeger) 1939 to 1945》. Darlington, MD: Panzer Tracts Eigenverlag. 2006. 80쪽. ISBN 0-9771643-3-0.
- 《Nuts & Bolts 23 – Panzerjäger I – 4,7cm Pak (t) auf Pz.Kpfw. I Ausf. B ohne Turm (Sd.Kfz. 101) – "Ente"》. Neumünster: Nuts & Bolts Eigenverlag.
- 《Nuts & Bolts 18 – Panzerjäger 38 (t) für 7,5cm PaK 40/3 (Sd.Kfz. 138) – Part 2: Ausf. H & 7,5cm Pak 40 mot.Zug》. Neumünster: Nuts & Bolts Eigenverlag.
- 《Panzerjäger (Waffen-Arsenal. Band 2)》. Dorheim/H.: squadron/signal publications – Podzun Verlag GmbH. 1972.